# Ballyhoo
Ballyhoo — збірка пісень англійської групи Echo & the Bunnymen, яка була випущена у 1997 році.

## Композиції
1. Rescue — 4:18
2. Do It Clean — 2:45
3. Villiers Terrace — 3:12
4. All That Jazz — 2:51
5. Over the Wall — 5:50
6. A Promise — 3:42
7. The Disease — 2:23
8. The Back of Love — 3:14
9. The Cutter — 3:53
10. Never Stop — 3:33
11. The Killing Moon — 5:46
12. Silver — 3:20
13. Seven Seas — 3:19
14. Bring On the Dancing Horses — 3:56
15. People Are Strange — 3:38
16. The Game — 3:46
17. Lips Like Sugar — 4:52
18. Bedbugs and Ballyhoo — 3:26

## Учасники запису
- Іен Маккаллох — вокал
- Уїлл Сарджент — гітара
- Стівен Бреннан — бас гітара
- Горді Гоуді — гітара
- Кері Джеймс — клавішні
- Ніколас Килрой — ударні